# Miltiadis Iatrou
Miltiadis Iatrou (griechisch Μιλτιάδης Ιατρού) war ein griechischer Radsportler, der an den Olympischen Sommerspielen 1896 teilnahm. Er startete beim Straßenrennen von Athen nach Marathon und zurück. Er kam nicht unter die ersten drei Plätze. Sein genaues Ergebnis ist nicht bekannt.